# Basílica sur (Corinto)
La Basílica sur fue una antigua basílica de la ciudad de Corinto (Grecia). Sus ruinas se encuentran en el yacimiento arqueológico de la Antigua Corinto, en el actual pueblo de Archaía Kórinthos, en el municipio de Kórinthos.
La basílica fue construida en época romana, bien por el emperador Calígula, o por el emperador Claudio, hacia 37-54 d. C. El edificio fue renovado a finales del siglo I d. C.
Estaba situada en el lado sur de la llamada Estoa sur, el ágora de Corinto, en el lado sur de la plaza. El emplazamiento se encuentra justo en el límite actual del yacimiento arqueológico. Tenía dos plantas y consistía en una peristilo sobre un criptopórtico de cuatro crujías. Era, por tanto, un rectángulo dentro de otro rectángulo en planta y se asemeja en muchos aspectos a la basílica juliana anterior, situada en el lado oriental del ágora. Los edificios también eran muy similares en tamaño: la parte inferior y exterior de la basílica sur medía unos 38,5 x 23,5 m, y la parte superior e interior unos 26,1 x 11,8 m. La basílica estaba conectada con la nave sur y formaba parte del mismo complejo de edificios.